# Tubulicrinis hamatus
Tubulicrinis hamatus är en svampart som först beskrevs av H.S. Jacks., och fick sitt nu gällande namn av Donk 1956. Tubulicrinis hamatus ingår i släktet stiftskinn och familjen Tubulicrinaceae.   Inga underarter finns listade i Catalogue of Life.